# Danmarks Videnscenter for Integration
Danmarks Videnscenter for Integration var en organisation, der arbejdede for at skabe bedre integration af indvandrere og efterkommere i Danmark gennem at tilvejebringe mere viden og skabe konkrete løsninger. Videnscenteret blev stiftet i 2020 af Rasmus Brygger, der indtil da havde været chefkonsulent i Dansk Arbejdsgiverforening med ansvar for integrationspolitik. Efter knap to års virke måtte centeret lukke ned ved udgangen af 2021, da det ikke var lykkedes at skaffe finansiering til centerets fortsatte virke. I sin levetid stod centeret bag en række analyser, som vakte opsigt i medierne og blandt politikerne på Christiansborg. I alt publicerede centeret i sin levetid over 40 analyser af integrationsforhold i Danmark.

## Baggrund
Rasmus Brygger var indtil stiftelsen af centeret chefkonsulent i Dansk Arbejdsgiverforening, hvor han var ansvarlig for erhvervslivets integrationspolitik. Han var desuden kendt som debattør og havde en fortid som landsformand for Liberal Alliances Ungdom. Med centeret ønskede han at skabe et mere oplyst grundlag for integrationsdebatten i Danmark. Ved opstarten udtalte han til Kristeligt Dagblad, at den hidtidige debat om emnet i Danmark var meget polariseret, og at der var mange misvisende tal om emnet i omløb. Han ønskede med centeret at opbygge et netværk af forskere, virksomheder og fagfolk, som havde interesse i at højne kvaliteten af debatten. Dermed håbede han, at fakta ville komme til at spille en større rolle, og at positionerne i integrationsdebatten ville blive mindre fastlåste.

## Arbejde
Videnscenteret, der ofte blev beskrevet som en tænketank, udarbejdede og formidlede analyser af forskellige integrationsspørgsmål, ofte baseret på undersøgelser af registerdata fra Danmarks Statistik. De tre hovedområder for centerets aktiviteter var arbejdsmarked, uddannelse og kriminalitet, men det udarbejdede også analyser om andre emner som eksempelvis indvandreres tandlægebesøg, antallet af kristne blandt danskere med ikke-vestlig baggrund, og udviklingen i tildelinger af statsborgerskaber.

## Bestyrelse
Centerets bestyrelse bestod (pr. april 2021) af
- Thomas Gammeltoft-Hansen, professor MSO, Københavns Universitet
- Garbi Schmidt, professor, Roskilde Universitet
- Pernille Gry Petersen, cand.soc. i socialt arbejde og socialrådgiver
- Aydin Soei, sociolog og forfatter
- Kristian Kriegbaum Jensen, postdoc, Aalborg Universitet
- Birthe Larsen, lektor, Copenhagen Business School
- Jonas Bengtson, Senior Transformation Partner, A.P. Møller - Mærsk